# Список заслуженных деятелей искусств Латвийской ССР
Ниже приведён список заслуженных деятелей искусств Латвийской ССР по годам присвоения звания.

## 1940-е

### 1941
- Эрнест Бирзниек-Упит (1871—1960) — писатель

### 1944
- Артур Лапиньш (1911—1983) — театральный художник, искусствовед

### 1945
- Сергей Антонов (1884—1956) — театральный художник, архитектор
- Малвине Вигнере-Гринберга (1873—1949) — певица
- Нильс Грюнфельд (1907—1986) — композитор, музыковед, педагог
- Екабс Карклиньш (1867—1960) — певец, педагог
- Георгий Круглов (1905—1984) — художник-керамист
- Анатолий Лепин (1907—1984) — композитор
- Юлий Мадерниек (1870—1955) — художник
- Язеп Медыньш (1877—1947) — композитор, дирижёр и музукальный педагог
- Конрад Убан (1893—1981) — живописец, график, театральный художник

### 1946
- Евгений Витинг (1882—1959) — певец, педагог

### 1947
- Яков Абрамис (1903) — пианист и хоровой дирижёр
- Борис Агапов (1899—1973) — литератор
- Алфред Амтман-Бриедит (1885—1966) — актёр и режиссёр
- Павел Арманд (1902—1964) — кинорежиссёр
- Вера Балюна (1904—1978) — театральный деятель
- Тия Банга (1882—1957) — актриса
- Александр Иванов (1898—1984) — кинорежиссёр[1]
- Леонид Кристи (1910—1984) — кинодокументалист
- Эдуард Тиссэ (1897—1961) — кинооператор

### 1949
- Вероника Асаре (1881—1949)
- Самуил Бубрик (1899—1965) — кинорежиссёр
- Александр Шеленков (1903—1996) — кинооператор

## 1950-е

### 1954
- Александр Аболиньш (1893—1978)
- Вилис Бергманис (1892—1976) — актёр, театральный деятель
- Владимир Музалевский (1894—1966) — пианист, музыкальный педагог
- Леонид Худолей (1907—1981) — дирижёр

### 1955
- Михаил Аболиньш (1913—1969) — художник
- Маргер Зариньш (1910—1993) — композитор
- Вадим Масс (1919—1986) — кинооператор
- Герман Шулятин (1906—1973) — режиссёр и оператор документального кино
- Екабс Витолиньш (1998—1977) — музыковед

### 1959
- Паула Лиците (1889—1966) — композитор, певица

## 1960-е

### 1961
- Лия Красинская (1911—2009) — музыковед

### 1962
- Луция Гарута (1902—1977) — пианистка, композитор

### 1963
- Эдгар Илтнер (1925—1983) — живописец
- Валдиc Калнрозе (1894—1993) — живописец-пейзажист
- Отто Скулме (1889—1967) — живописец

### 1964
- Константин Андреев (1914—1981)
- Артурс Апинис (1904—1975) — художник
- Арнольдс Буровс (1915—2006) — режиссёр, сценограф и аниматор

### 1965
- Индулис Зариньш (1929—1997) — художник
- Март Китаев (1925) — театральный художник, сценограф
- Петерис Петерсонс (1923—1998) — театральный режиссёр, драматург
- Михаил Посельский (1918—2008) — оператор документального кино
- Михаил Шнейдеров (1915—1985) — кинооператор

### 1967
- Александр Арнитис (1900—1973)
- Мендель Баш (1919) — композитор
- Гидо Кокарс (1921—2017) — дирижёр
- Имантс Кокарс (1921—2011) — дирижер
- Раймонд Паулс (1936) — композитор
- Карлис Суниньш (1907—1979) — художник

### 1969
- Ольгертс Гравитис (1926—2015) — музыковед, композитор
- Гедертс Раманс (1927—1999) — композитор

## 1970-е

### 1970
- Улдис Балодис (1930), архитектор
- Микс Звирбулис (1937), кинооператор

### 1971
- Валдис Албергс (1922) — скульптор
- Янис Зариньш (1913—2000) — скульптор

### 1972
- Алдонис Калныньш (1928) — композитор

### 1975
- Ивар Селецкис (1934) — оператор, режиссёр
- Герц Франк (1926—2013) — кинодокументалист

### 1976
- Диана Албина (1926) — художественный руководитель Латвийской государственной филармонии
- Карлис Бауманис (1916) — скульптор
- Гунар Пиесис (1931—1996) — кинорежиссёр
- Янис Стрейч (1936) — кинорежиссёр

### 1977
- Алоиз Бренч (1929—1998) — кинорежиссёр
- Ромис Бемс (1927—1993) — художник, искусствовед
- Борис Берзиньш (1930—2002) — художник

### 1978
- Мара Баяре (1930) — танцовщица, балетный репетитор

### 1979
- Юлийс Вилюмайнис (1909—1981) — художник

## 1980-е

### 1981
- Ансис Артумс (1908—1997) — художник
- Игорь Васильев (1940—1997) — скульптор[2]

### 1982
- Улдис Браунс (1932—2017) — кинорежиссёр

### 1984
- Айварс Акис (1934) — фотохудожник

### 1987
- Айварс Фрейманис (1936—2018) — кинорежиссёр

### 1988
- Людвиг Карклиньш (1928—2022) — музыковед